# Meriones tamariscinus
Meriones tamariscinus és una espècie de mamífer rosegador de la família dels múrids. Viu a altituds de fins a 2.200 msnm al Kazakhstan, el Kirguizstan, Mongòlia, Rússia, el Tadjikistan, el Turkmenistan, l'Uzbekistan i la Xina. S'alimenta de llavors i altres tipus de matèria vegetal. Els seus hàbitats naturals són els matollars, els oasis i els semideserts amb matolls i herba. És una espècie en risc mínim, és a dir, no sembla que hi hagi cap amenaça significativa per a la seva supervivència.